# Modern (Band)
Modern war eine Band der Neuen Deutschen Welle (NDW) aus Lübeck, die zwischen 1982 und 1984 aktiv war und mit dem Song Im Himmel ist Jahrmarkt ihren größten Erfolg feierte.

## Geschichte
1982 gründete der Bassist Wolfgang Mielbrett mit Musikern aus Hamburg und Lübeck die Band Modern und versuchte mit humorvollen, deutschen Texten Teil der erfolgreichen Neuen Deutschen Welle zu werden, die Anfang der 80er-Jahre ihren kommerziellen Höhepunkt hatte. Durch lokale Auftritte lernte die Band Kuno Dreysse kennen, der zu dieser Zeit als Geschäftsführer des Star Clubs aktiv im Musikgeschäft war und Modern an eine Plattenfirma vermittelte.
Im selben Jahr nahm die Band im "Delta Studio" in Wilster ihr Album Dezente Tendenzen auf, in dem unter anderem auch Lou Reed sein vielbeachtetes Album The Bells aufnahm. Verantwortlich für den qualitativ hochwertigen Sound des Albums war der Produzent Karl "Charly" Steinberg, der zwei Jahre später Steinberg Media Technologies gründete und mit Cubase eines der erfolgreichsten Programme zur Audiobearbeitung entwickelte.
In der Folgezeit traten Modern u. a. mit Extrabreit und Lilli Berlin auf, konnten mit ihrer LP jedoch nicht den Einstieg in die deutschen Charts schaffen. 1983 folgte ein Wechsel der Plattenfirma zu Polydor und der bekannteste Song der Band, Im Himmel ist Jahrmarkt, entstand. Aufgrund der verspäteten Promotion verebbte der sicher geglaubte Hit jedoch in der Endphase der Neuen Deutsche Welle, woraufhin auch die Folgesingle, Piraten der Sehnsucht, keine mediale Beachtung mehr gewann und sich die Band 1984 auflöste.
In der Folgezeit gingen Mielbrett, Miklis und der Rest der Band getrennte Wege.

## Diskografie
Singles
- 1982: Cha Cha Cha (7"-Single, Berlin Rock News)
- 1982: Millionen Ionen
- 1983: Im Himmel ist Jahrmarkt
- 1984: Piraten der Sehnsucht

Alben
- 1982: Dezente Tendenzen

Sampler
- 1983: Made in Germany (mit Trio, Udo Lindenberg, Frl. Menke, u. v. m.)

## Belege
1. ↑  IchWillSpass: Ich will Spass: "Modern" (Neue Deutsche Welle). Abgerufen am 23. August 2017.
2. ↑  Jan Haarmeyer: Kultur & Live - Hamburger Abendblatt. (abendblatt.de [abgerufen am 23. August 2017]).
3. ↑  Delta Studio, Wilster. Abgerufen am 23. August 2017.
4. ↑  IchWillSpass: Ich will Spass: "Modern" (Neue Deutsche Welle). Abgerufen am 23. August 2017.
5. ↑  Chartsurfer.de: Alben 1982 Deutschland | Album-Charts | Top 100 Auswertung. Abgerufen am 23. August 2017.
6. ↑  Wolfgang Mielbrett - Bassist und Sänger, Bassist aus Bad Schwartau - Backstage PRO. Abgerufen am 23. August 2017.